# Марія Еріх (акторка)
Еріх Марія (нім. Maria Ehrich; нар. 26 лютого 1993, Ерфурт) — німецька акторка, найбільш відома завдяки ролі Гвендолін Шеферд у фільмі «Таймлесс. Рубінова книга».

## Біографія
До 2004 року знімалася в серіалах, поки режисер Пітер Тімм не запросив її знятися у фільмі «Мій братик — собачка». Після цієї роботи дівчинку стали запрошувати в повнометражні проекти, багато з них телевізійні. У 2012 році акторку затвердили на головну роль у фільмі «Таймлесс. Рубінова книга», знятому по першій книзі трилогії Керстін Гір. Також акторка знялася у другій частині трилогії «Таймлесс 2: Сапфірове книга» та в третій частині трилогії «Таймлесс 3: Смарагдова книга».

## Нагороди та номінації
- 2005 — номінація на премію «Undine Awards» у категорії «Найкращий жіночий дебют».
- 2013 — премія «New Faces Awards» у категорії «Найкраща акторка».
- 2015 — номінація на премію «Jupiter Award» у категорії «Найкраща німецька акторка».
- 2015 — премія «Goldene Kamera» в категорії «Найкращий дебют»[4][5].

## Фільмографія
| Рік       |    | Українська назва                          | Оригінальна назва                              | Роль                       |
| --------- | -- | ----------------------------------------- | ---------------------------------------------- | -------------------------- |
| 2003      | с  | Світло з-під ліжка                        | Die Hollies                                    | Аліса                      |
| 2004      | ф  | Мій братик — собачка                      | Mein Bruder ist ein Hund                       | Марієтта                   |
| 2005      | тф | Мама для Анни                             | Eine Mutter für Anna                           | Анна Бергер                |
| 2006      | с  | Готель «Мрія»                             | Das Traumhotel                                 | Сабіна Прінц               |
| 2006      | тф | Дрезден                                   | Dresden                                        | дитина, що грає з тінями   |
| 2006—2008 | с  | Інга Ліндстрем                            | Inga Lindström                                 | Кая Соренсон/Гітта Рондаль |
| 2007      | ф  | Руді – гонче порося                       | Rennschwein Rudi Rüssel 2 — Rudi rennt wieder! | Марія                      |
| 2007      | тф | Жінка з КПП Чарлі                         | Die Frau vom Checkpoint Charlie                | Сільвія Бендер             |
| 2008      | тф | Котедж на Ібіці                           | Ein Ferienhaus auf Ibiza                       | Люсі                       |
| 2008      | с  | Моя прекрасна сім'я                       | Meine wunderbare Familie                       | Таня                       |
| 2009      | тф | Дата для життя                            | Ein Date fürs Leben                            | Паула Шуберт               |
| 2010      | ф  | Запалюй                                   | Rock It!                                       | Францеска                  |
| 2010      | с  | Данні Ловінскі                            | Danni Lowinski                                 | Джул Гельвітц              |
| 2011      | с  | Щоденник лікаря: чоловіки — найкращі ліки | Doctor's Diary — Männer sind die beste Medizin | Пеггі                      |
| 2011      | тф | Як на зло секс!                           | Ausgerechnet Sex!                              | Віола Хаусманн             |
| 2011      | с  | СОКО Штуттгарт                            | SOKO Stuttgart                                 | Єлен Мартіно               |
| 2012      | с  | Комісар Штольберг                         | Stolberg                                       | Селиіна                    |
| 2012      | с  | Всі Клари                                 | Alles Klara                                    | покоївка                   |
| 2012      | ф  | До Елізи                                  | Für Elise                                      | Анке                       |
| 2013      | с  | Готель Адлон: Дві сім'ї. Три долі         | Das Adlon. Eine Familiensaga                   | молода Альма Шадт          |
| 2013      | с  | Телефон поліції — 110                     | Polizeiruf 110                                 | дівчина                    |
| 2013      | ф  | Таймлесс. Рубінова книга                  | Rubinrot                                       | Гвендолін Шеферд           |
| 2013      | с  | Сильна команда                            | Ein starkes Team                               | Сабріна Сейферт            |
| 2013      | тф | Русалонька                                | Die kleine Meerjungfrau                        | принцеса Аннелін           |
| 2014      | кф | Тепер її звати Лотте!                     | Sie heißt jetzt Lotte!                         | Ліа                        |
| 2014      | ф  | Таймлесс 2: Сапфірова книга               | Saphirblau                                     | Гвендолін Шеферд           |
| 2014      | тф | Гетц фон Берліхінген                      | Götz von Berlichingen                          | Марія                      |
| 2015      | тф | Сутінки над Бірмою                        | Twilight Over Burma                            | Інга                       |
| 2015      | с  | Курфюрстендамм 56                         | Ku'damm 56                                     | Хельга Шоллак              |
| 2016      | ф  | Таймлесс. Смарагдова книга                | Smaragdgrün                                    | Гвендолін Шеферд           |